# 大分市立住吉小学校
大分市立住吉小学校（おおいたしりつ すみよししょうがっこう）は、かつて大分県大分市泉町にあった公立小学校である。

## 概要
大分市の中心部、大分川と住吉川に挟まれた地域を主な校区としていた。大分臨海工業地帯5号地や大分市公設地方卸売市場に近いため、近隣地域には港湾運送業関係の企業が集まっていた。
卒業生の総数は、4,323人。

## 沿革
- 1957年（昭和32年） - 大分市立中島小学校の分校として開校。
- 1958年（昭和33年） - 大分市立住吉小学校として独立。
- 2017年（平成29年）
  - 3月25日 - 閉校式挙行[1][2]。
  - 3月31日 - 閉校。

## 統合
少子化の影響や元々住宅地が少ないといった要因から、生徒数が減少傾向にあったため、学校の小規模化に伴い校区の再編成や、同じ大分市立碩田中学校区内にある大分市立荷揚町小学校、大分市立中島小学校との統廃合が検討された。全国的に少人数学級を推進する動きなどを受け、2005年の時点で協議を一旦終結したが、2012年3月に策定された「大分市立小中学校適正配置基本計画」では、本校、荷揚町小学校、中島小学校を統合して新設校を建設するとともに、碩田中学校との小中一貫教育の充実を図るという方向性が示された。2014年2月25日には、大分市教育委員会が、本校、荷揚町小学校、中島小学校を統合して、碩田中学校と隣接する本校の校地に、2017年4月に施設一体型小中一貫校を開校することを決定している。2016年6月には、この新設校の種類を大分県初の義務教育学校とすること、校名を大分市立碩田学園とすることが決定された。
本校は2017年（平成29年）3月31日に閉校し、同年4月1日に大分市立碩田学園が開校した。

## 通学区域
- 中島東一丁目～三丁目、豊町一丁目・二丁目、碩田町一丁目～三丁目、泉町、弁天一丁目～三丁目、豊海一丁目～五丁目

## 周辺施設
- 大分市立碩田中学校
- 大分臨海工業地帯5号地
- 大分市公設地方卸売市場
- 弁天終末処理場
- 弁天島公園

## アクセス
- 鉄道：JR大分駅府内中央口（北口）から約1.9km
- バス：大分交通「住吉小学校前」停留所下車。